# هبيرة (اسم)
هبيرة هو اسم علم مذكر من أصل عربي، ومعناه هو مؤنث تأنيثًا مجازيًا الضبع الصغير وأبو هبيرة ذكر الضفادع وهبيرة المرادي شاعر شجاع يماني.

## شخصيات تحمل الاسم
- هبيرة بن مشمرج الكلابي
- هبيرة بن أسعد بن كهلان
- هبيرة بن أخنس الأسدي
- هبيرة بن خالد بن مسلم السكوني
- هبيرة بن مفاضة العامري
- هبيرة بن النعمان الجعفي

## وصلات خارجية
- موسوعة السلطان قابوس لأسماء العرب